# Wilhelm Müller (jugador d'handbol)
Wilhelm Müller   (Mannheim, 5 de desembre de 1909 - 22 de febrer de 1984) fou un jugador d'handbol alemany que va competir durant la dècada de 1930.
El 1936 va prendre part en els Jocs Olímpics de Berlín, on guanyà la medalla d'or en la competició d'handbol. El 1938 fou membre de l'equip alemany que guanyà el primer campionat del món d'hanbdol a onze. En el seu palmarès també destaca la Lliga alemanya de 1933.